# Lindthal
Lindthal ist ein Ortsteil von Massen-Niederlausitz und liegt im Süden Brandenburgs im Landkreis Elbe-Elster.
Der Ort liegt etwa sechs Kilometer nordöstlich von Finsterwalde. Zu Lindthal gehören die Weiler Siedlung Erika und Rehain. Lindthal liegt an der Kleinen Elster.
Große Veranstaltungen sind das Osterfeuer und das jährlich stattfindende Dorffest. Die Lindthaler Freiwillige Feuerwehr ist besonders bei Feuerwehrsportwettkämpfen sehr erfolgreich und wurde deswegen 2014 mit der Silbernen Elster ausgezeichnet. Der Jugendclub Lindthal organisiert Feste, wie zum Beispiel die jährliche Weihnachtsfeier. Die Räumlichkeiten des Jugendclubs bestehen aus zwei Baucontainern, welche sich am Spielplatz befinden.
Im Wald befindet sich ein Sühnekreuz, das an einen Mord im Jahr 1904 erinnert. Dazu gibt es auch eine Sage.
Von Lindthal verläuft eine 17 km lange Bahnstrecke nach Altdöbern.
Lindthal liegt an den Bahnstrecken Halle–Cottbus und Lindthal–Altdöbern Süd.